# Waffle
Il waffle è un dolce a cialda statunitense discendente dalla gaufre belga.

## Storia
Nel dizionario tedesco dei fratelli Grimm, edito nella prima metà del 1800, si cita l'esistenza del waffel e si tratta in modo dettagliato della sua composizione. In diverse testimonianze dell'epoca ne viene riportata la diffusione a partire dalle regioni del Reno confinanti con la Francia. Secondo i Grimm, la parola wafel in olandese si diffonde a partire dal XV secolo, e si consolida in Germania come Waffel dal XVII secolo, probabilmente con un etimo legato alla tessitura. Il sostantivo in inglese americano, waffle, giunge attraverso il termine olandese nel XVIII secolo.
I Padri Pellegrini soggiornarono brevemente nei Paesi Bassi prima di fare rotta verso le colonie d'America, e qui appresero come preparare ciò che loro chiamarono wafel cioè le tortine a nido d'ape con i ferri roventi detti poffer. Sul suolo americano, le cialde si diffusero con il nome di waffel e poi, più comunemente, come waffle. Essendo il lievito di birra usato per preparare la pastella dei dolci difficile da conservare e trasportare, l'ingrediente venne rimpiazzato dal lievito chimico in polvere. Non è noto quando si iniziò ad aggiungere il lievito chimico all'impasto o se questo fosse sempre stato presente, ma si presuppone che esso fosse stato inserito nella ricetta non prima di due secoli fa, poiché venne messo a punto solo nel 1800. Lo stesso Thomas Jefferson, secondo la Monticello Area Historical Society, portò con sé i ferri da waffle dalla Francia.

## Descrizione
A differenza delle gaufre dalle quali provengono, i waffle sono più bassi e meno soffici in quanto vengono preparati usando il lievito chimico al posto del lievito di birra (il lievito chimico non richiede infatti attesa per la fermentazione) ma proprio per questo più facili e veloci da preparare.
Si accompagnano di solito a panna acida e marmellata, ma è possibile gustarle anche con sciroppo d'acero, melassa, panna, frutta fresca o secca, cioccolata, burro, nocciole, mandorle e fragole. Benché sia un alimento dolce, in certi territori degli USA il waffle viene accoppiato con il pollo fritto e la salsa gravy (chicken and waffles).